# Cubanina
Cubanina es un género de foraminífero bentónico de la subfamilia Liebusellinae, de la familia Globotextulariidae, de la superfamilia Ataxophragmioidea, del suborden Ataxophragmiina y del orden Loftusiida. Su especie tipo es Cubanina alavensis. Su rango cronoestratigráfico abarca el Oligoceno inferior.

## Discusión
Clasificaciones previas incluían Cubanina en el suborden Textulariina del orden Textulariida o en el orden Lituolida.

## Clasificación
Cubanina incluye a las siguientes especies:
- Cubanina alavensis †
- Cubanina polyphragma †
- Cubanina victoriensis †